# Kyusaku Ogino
Pour les articles homonymes, voir Ogino.
Kyusaku Ogino (荻野 久作, Ogino Kyūsaku), né le 25 mars 1882 à Toyohashi et mort le 1er janvier 1975 à Yorii, est un gynécologue japonais.

## Biographie
Le nom de famille de son père biologique était Nakamura, mais Kyusaku fut adopté en 1901 par la famille Ogino.
Il est professeur de gynécologie et d'obstétrique à l'hôpital Takeyama de Niigata où il est chef de service puis directeur médical de 1912 à 1958.

## Méthode Ogino

### Principe
En 1924, il découvrit le principe physiologique qui porte son nom (loi d'Ogino), selon laquelle chez la femme l'ovulation (la libération de l'ovule par l'ovaire) se produit d'habitude une seule fois au cours du cycle menstruel, c'est-à-dire entre le douzième et le seizième jour après le début de la menstruation. Cela, couplé à une survie des spermatozoïdes jusqu'à 4 jours après l'éjaculation, et à une survie de l'ovule pendant un jour après l'ovulation, détermine une période féconde entre 12-4 = 8 jours et 16+1 = 17 jours après le début des règles. Une telle connaissance permettait aux couples qui désiraient un enfant de savoir à quel moment les rapports offraient les meilleures chances de conception.

### Confirmation par Hermann Knaus
En 1928, le gynécologue autrichien Hermann Knaus confirmait et précisait la découverte d'Ogino, mettant au point la méthode Ogino-Knaus, dite également rythmique ou cyclique, qui consiste à prévoir à chaque fois, grâce à un calcul statistique des cycles menstruels précédents, la période de l'ovulation, c’est-à-dire pendant laquelle la fécondation est possible. Seulement, il modifia considérablement l'esprit de cette méthode pour en faire un moyen de contraception (la « méthode des cycles » ou « du calendrier »). Ogino s'opposa à cette façon de voir, soutenant que le taux d'échec était trop élevé et que promouvoir une telle méthode pour la contraception, alors que d'autres étaient disponibles et plus efficaces, aboutirait à un grand nombre d'avortements dus à des grossesses non désirées. Ce qui n'empêche pas cette méthode des cycles, utilisée pour la contraception, d'être appelée méthode Ogino, même au Japon. De fait, l'application d'une telle méthode sur une vaste échelle a conduit à un grand nombre d'échecs en raison de ses contraintes : elle exige une grande autodiscipline chez le couple et elle n'est pas utilisable lorsque les cycles menstruels sont irréguliers, comme c'est souvent le cas.

### Postérité
Parmi les méthodes de limitation des naissances, cette méthode Ogino-Knaus fut autorisée par Pie XII en 1951 (discours du pape devant l’Association catholique italienne des sages-femmes le 29 octobre 1951) et, avant qu'on en découvrît les limites, elle souleva d'immenses espoirs. Roger Peyrefitte écrit dans Les Clés de saint Pierre : « Vénus reparaissait, sans l'épithète désespérante de genitrix », et l'héroïne de ce roman pense que, lorsqu'elle sera mariée, elle n'aura plus besoin de se soucier des « jours du pape ». En Italie, on parlait de la méthode Oggi, no (littéralement « Aujourd'hui, non », dans l'esprit : « Pas aujourd'hui, mon chéri »). En France, les bébés nés de parents utilisant la méthode Ogino étaient, ironiquement, surnommés les « bébés Ogino ».